# أنسستيم
أنسستيم هو عامل الخلية الجذعية بشري مأشوب بالميثيونيل، سوقته أمجن تحت تسم تجاري هو StemGen. طورته في الأصل أمجن ثم باعته في ديسمبر 2008 إلى بايوفيتروم، والتي هي حاليا جزء من سويدش أورفان بايوفيتروم.
الدواء عبارة عن بروتين يتكون من 166 حمض أميني تنتجه بكتيريا الإشريكية القولونية التي أدخل فيها جين لعامل الخلية الجذعية البشري الذائب.
يتوفر أنسستيم في شكل مسحوق مجفف بالتجميد نبيذ أبيض خال من المواد الحافظة تحقن تحت الجلد يستعمل مع فيلغراستيم لتحشيد الخلايا الجذعية المكونة للدم لغرض زراعتها لاحقا في أنواع معينة من مرض السرطان.